# Échangeur Calais-Port
Het Échangeur Calais-Port is een snelwegknooppunt in de Franse regio Nord-Pas de Calais. Op dit knooppunt bij de stad Calais sluiten  de A26 en de A216 aan op de A16.

## Bouwvorm
Het knooppunt is een mixvormknooppunt.